# Agrilus horni
Agrilus horni, o aspen raiz girdler, é uma espécie de escaravelho perfurador de madeira metálico da família Buprestidae.  Tem sido encontrado na América do Norte, incluindo em Arizona, Dacota do Sul, Wisconsin, e Michigan.